# Staurotypus salvinii
Staurotypus salvinii – gatunek żółwia z rodziny mułowcowatych (Kinosternidae) i podrzędu żółwi skrytoszyjnych.

## Etymologia
Epitet gatunkowy salvinii pochodzi od nazwiska angielskiego przyrodnika i herpetologa Osberta Salvina.

## Występowanie
Staurotypus salvinii występuje w Belize, Salwadorze, Gwatemali i południowym Meksyku (stany Chiapas i Oaxaca).

## Wielkość i długość życia
Osiąga średnio 2 kg masy i żyje 26 lat.

## Dieta
Podobnie jak inne gatunki żółwi piżmowych, Staurotypus salvinii jest mięsożerny, zjada różne gatunki ryb, skorupiaków, mniejsze żółwie, owady, mięczaki i padlinę.

## Rozmnażanie
Gatunek ten podobnie jak inne żółwie jest jajorodny.

## Status zagrożenia i ochrona
W Czerwonej księdze gatunków zagrożonych IUCN Staurotypus salvinii ma status NT – gatunek bliski zagrożenia.
Gatunek ten jest ujęty w II załączniku konwencji waszyngtońskiej (CITES).